# تيريزا تيلي
تيريزا تيلي، هي ممثلة أمريكية ولدت يوم 6 نوفمبر 1983 ديترويت. بدأت التمثيل في سنة 1981 ومثلت في عدة أفلام ومسلسلات أشهرها فيلم ذا إيفل ديد في سنة 1981.

## روابط خارجية
- تيريزا تيلي على موقع IMDb (الإنجليزية)
- تيريزا تيلي على موقع ألو سيني (الفرنسية)
- تيريزا تيلي على موقع أول موفي (الإنجليزية)
- تيريزا تيلي على موقع أول موفي (الإنجليزية)
- تيريزا تيلي على موقع قاعدة بيانات الأفلام السويدية (السويدية)
- تيريزا تيلي على موقع قاعدة بيانات الفيلم (الإنجليزية)
- تيريزا تيلي على موقع كينوبويسك (الروسية)